# Милинович, Желько
Желько Милинович (словен. Željko Milinovič; 12 октября 1969, Марибор, СФРЮ) — словенский футболист, защитник. Участник Евро 2000 и ЧМ 2002 в составе сборной Словении.

## Клубная карьера
Спортивную карьеру Симеунович начал в «Словане» из Любляны. После сезона 1991-92 перешёл в «Олимпию», в составе которой трижды выигрывал чемпионат и один раз Кубок. После одного сезона проведённого в «Любляна» Желько перешёл в «Марибор», за который выступал на протяжении трёх сезонов (1995-1998), и дважды выиграл в его составе чемпионат и один раз Кубок Словении. После перебрался за границу где выступал за австрийские «ЛАСК» и «ГАК», а также понский «ДЖЕФ Юнайтед». Японский период карьеры Симеуновича был самым продуктивным: в 119 матчах Желько забил 11 мячей. После Японии футболист вернулся на родину, где выступал за «Бежиград» (ныне Олимпия Любляна). В 2007 году завершил профессиональную карьеру.

## Международная карьера
В национальной сборной дебютировал 18 марта 1997 года в товарищеском матче против сборной Австрии (0:2). Участник Евро 2000 и ЧМ 2002. Всего за сборную Словении Желько провёл 37 матчей и забил 3 мяча.

### Голы за сборную
Счёт и результат для Словении показан первым.
| # | Дата       | Место                    | Соперник            | Счёт | Результат | Соревнование      |
| - | ---------- | ------------------------ | ------------------- | ---- | --------- | ----------------- |
| 1 | 2000-04-26 | Стад де Франс, Париж     | Франция             | 1:0  | 2:3       | Товарищеский матч |
| 2 | 2000-10-07 | Жози Бартель, Люксембург | Люксембург          | 2:0  | 2:1       | ОЧМ 2002          |
| 3 | 2001-09-05 | Црвена Звезда, Белград   | Сербия и Черногория | 1:0  | 1:1       | ОЧМ 2002          |

## Достижения
«Олимпия» (Любляна)
- Чемпион Словении (3): 1991/92, 1992/93, 1993/94
- Обладатель Кубка Словении (1): 1997

«Марибор»
- Чемпион Словении (2): 1996/97, 1997/98
- Обладатель Кубка Словении (1): 1997